# Thiago de Mello
Amadeu Thiago de Mello (Barreirinha, 30 de marzo de 1926-Manaos, 14 de enero de 2022) fue un poeta brasileño. 

## Biografía
Después de estar detenido durante el golpe de Estado en 1964, se exilió en Chile, donde conoció a Pablo Neruda y a la cantora popular Violeta Parra, aunque también viajó por Argentina, Francia, Alemania y Portugal hasta el fin del régimen militar, cuando volvió a Barreirinha, su pueblo natal.
Era hermano del músico Gaudêncio Thiago de Mello.

## Obras publicadas
| Poesía |                                              |                                          |
| Año    | Título en portugués                          | Título en español                        |
| 1951   | Silêncio e Palavra                           | Silencio y palabra                       |
| 1952   | Narciso Cego                                 | Narciso ciego                            |
| 1956   | A Lenda da Rosa                              | La leyenda de la rosa                    |
| 1965   | Faz Escuro mas eu Canto                      | Está oscuro pero canto                   |
| 1966   | A Canção do Amor Armado                      | La canción del amor armado               |
| 1975   | Poesia comprometida com a minha e a tua vida | Poesía comprometida con tu vida y la mía |
| 1977   | Os Estatutos do Homem                        | Los estatutos del hombre                 |
| 1984   | Horóscopo para os que estão Vivos            | Horóscopo para los que estamos vivos     |
| 1981   | Vento Geral                                  | Viento general                           |
| 1984   | Mormaço na Floresta                          | Bochorno en la floresta                  |
| 1986   | Num Campo de Margaridas                      | Un campo de margaritas                   |
| 1996   | De uma Vez por Todas                         | De una vez por todas                     |
| Prosa  |                                              |                                          |
| 1968   | A Estrela da Manhã                           | La estrella de la mañana                 |
| 1983   | Arte e Ciência de Empinar Papagaio           | Arte y ciencia de elevar cometas         |
| 1984   | Manaus, Amor e Memória                       | Manaos, amor y memoria                   |
| 1991   | Amazonas, Pátria da Água                     | Amazonas, patria de agua                 |
| 1992   | Amazônia — A Menina dos Olhos do Mundo       | Amazonia, la niña de los ojos del mundo  |
| 1993   | O Povo sabe o que Diz                        | El pueblo sabe lo que dice               |
| 1993   | Borges na Luz de Borges                      | Borges a la luz de Borges                |